# Temporada 1980-81 de los Seattle SuperSonics
La temporada 1980-81 fue la decimocuarta de los Seattle SuperSonics en la NBA. La temporada regular acabó con 34 victorias y 48 derrotas, ocupando el décimo puesto de la conferencia Oeste, no logrando clasificarse para los playoffs.

## Elecciones en elDraft
| Ronda | Puesto | Jugador      | Posición | Nacionalidad   | Universidad/Club |
| ----- | ------ | ------------ | -------- | -------------- | ---------------- |
| 1     | 20     | Bill Hanzlik | Escolta  | Estados Unidos | Notre Dame       |
| 3     | 66     | Carl Bailey  | Pívot    | Estados Unidos | Tuskegee*        |

## Temporada regular
| División Pacífico        | División Pacífico | División Pacífico | División Pacífico | División Pacífico | División Pacífico | División Pacífico | División Pacífico | División Pacífico |
| Equipo                   | G                 | P                 | %                 | PD                | Casa              | Fuera             | Div               |                   |
| ------------------------ | ----------------- | ----------------- | ----------------- | ----------------- | ----------------- | ----------------- | ----------------- | ----------------- |
| y-Phoenix Suns           | 57                | 25                | .695              | –                 | 36–5              | 21–20             | 22–8              |                   |
| x-Los Angeles Lakers     | 54                | 28                | .659              | 3.0               | 30–11             | 24–17             | 19–11             |                   |
| x-Portland Trail Blazers | 45                | 37                | .549              | 12.0              | 30–11             | 15–26             | 18–12             |                   |
| Golden State Warriors    | 39                | 43                | .476              | 18.0              | 26–15             | 13–28             | 10–20             |                   |
| San Diego Clippers       | 36                | 46                | .439              | 21.0              | 22–19             | 14–27             | 14–16             |                   |
| Seattle SuperSonics      | 34                | 48                | .415              | 23.0              | 22–19             | 12–29             | 7–23              |                   |

## Estadísticas
| Rk | Jugador         | Edad | P  | PT | MP   | TC  | TCI  | %TC  | T3  | T3I | %T3  | TL  | TLI | %TL  | RO  | RD  | RT   | AS  | RB  | TAP | BP  | FP  | PTS  |
| -- | --------------- | ---- | -- | -- | ---- | --- | ---- | ---- | --- | --- | ---- | --- | --- | ---- | --- | --- | ---- | --- | --- | --- | --- | --- | ---- |
| 1  | Jack Sikma      | 25   | 82 |    | 35.6 | 7.3 | 16.0 | .454 | 0.0 | 0.1 | .000 | 4.1 | 5.0 | .823 | 2.2 | 8.1 | 10.4 | 3.0 | 1.0 | 1.1 | 2.5 | 3.4 | 18.7 |
| 2  | Lonnie Shelton  | 25   | 14 |    | 31.4 | 5.2 | 12.4 | .420 | 0.0 | 0.0 |      | 2.6 | 3.9 | .655 | 2.2 | 3.4 | 5.6  | 2.5 | 1.6 | 0.2 | 2.9 | 3.4 | 13.0 |
| 3  | James Bailey    | 23   | 82 |    | 31.0 | 5.4 | 10.8 | .499 | 0.0 | 0.0 | .500 | 3.1 | 4.4 | .709 | 2.3 | 5.1 | 7.4  | 1.2 | 0.9 | 1.7 | 2.7 | 4.0 | 14.0 |
| 4  | Paul Westphal   | 30   | 36 |    | 29.9 | 6.1 | 13.9 | .442 | 0.2 | 0.7 | .240 | 4.3 | 5.1 | .832 | 0.3 | 1.6 | 1.9  | 4.1 | 1.3 | 0.4 | 2.2 | 1.9 | 16.7 |
| 5  | John Johnson    | 33   | 80 |    | 29.1 | 4.7 | 10.8 | .431 | 0.0 | 0.0 | .000 | 2.2 | 2.7 | .808 | 1.7 | 2.8 | 4.5  | 3.9 | 0.7 | 0.3 | 2.9 | 2.5 | 11.5 |
| 6  | Vinnie Johnson  | 24   | 81 |    | 28.5 | 5.2 | 9.7  | .534 | 0.0 | 0.1 | .200 | 2.6 | 3.3 | .793 | 2.4 | 2.1 | 4.5  | 4.2 | 1.0 | 0.2 | 2.7 | 2.4 | 13.0 |
| 7  | Fred Brown      | 32   | 78 |    | 25.5 | 6.5 | 13.3 | .488 | 0.3 | 0.8 | .359 | 2.2 | 2.7 | .832 | 0.7 | 1.6 | 2.2  | 3.0 | 1.1 | 0.2 | 1.7 | 1.8 | 15.5 |
| 8  | Wally Walker    | 26   | 82 |    | 21.9 | 3.5 | 7.6  | .463 | 0.0 | 0.0 | .000 | 1.3 | 2.1 | .645 | 1.3 | 2.6 | 3.8  | 1.5 | 0.6 | 0.2 | 1.4 | 2.0 | 8.4  |
| 9  | Armond Hill     | 27   | 51 |    | 21.8 | 1.5 | 4.3  | .356 | 0.0 | 0.1 | .000 | 1.9 | 2.4 | .811 | 0.6 | 1.5 | 2.1  | 3.4 | 0.8 | 0.2 | 1.4 | 2.9 | 5.0  |
| 10 | Bill Hanzlik    | 23   | 74 |    | 17.0 | 1.9 | 3.9  | .478 | 0.0 | 0.1 | .200 | 1.6 | 2.0 | .793 | 0.9 | 1.2 | 2.1  | 1.5 | 0.8 | 0.3 | 1.1 | 2.3 | 5.4  |
| 11 | James Donaldson | 23   | 68 |    | 14.4 | 1.9 | 3.5  | .542 | 0.0 | 0.0 |      | 1.5 | 2.5 | .594 | 1.6 | 3.0 | 4.5  | 0.6 | 0.1 | 1.1 | 1.0 | 1.2 | 5.3  |
| 12 | Rudy White      | 27   | 12 |    | 13.8 | 1.2 | 3.9  | .298 | 0.0 | 0.1 | .000 | 0.9 | 1.0 | .917 | 0.1 | 0.8 | 0.9  | 1.5 | 0.4 | 0.1 | 0.8 | 1.3 | 3.3  |
| 13 | Dennis Awtrey   | 32   | 47 |    | 12.9 | 0.9 | 2.0  | .473 | 0.0 | 0.0 |      | 0.3 | 0.4 | .700 | 0.7 | 1.6 | 2.3  | 1.1 | 0.3 | 0.2 | 0.7 | 1.8 | 2.2  |
| 14 | Jacky Dorsey    | 26   | 29 |    | 8.7  | 0.7 | 2.4  | .286 | 0.0 | 0.0 |      | 0.4 | 0.9 | .520 | 0.8 | 2.2 | 3.0  | 0.3 | 0.3 | 0.0 | 0.5 | 1.6 | 1.8  |
| 15 | John Shumate    | 28   | 2  |    | 4.0  | 0.0 | 1.5  | .000 | 0.0 | 0.0 |      | 1.0 | 1.5 | .667 | 0.5 | 0.0 | 0.5  | 0.0 | 0.0 | 0.0 | 0.5 | 1.5 | 1.0  |

## Galardones y récords
| Jugador    | Galardón |
| Jack Sikma | All-Star |